# Das Zügenglöcklein

Deckblatt der Erstveröffentlichung

Beginn Partitur

Das Zügenglöcklein ist ein Kunstlied von Franz Schubert für Singstimme mit Klavierbegleitung in As-Dur D 871. Es wurde 1826 komponiert und 1827 als Nr. 2 des Zyklus „Drei Lieder“ (op. 80) veröffentlicht, der Hofrat Joseph Witteczek gewidmet ist. Textgrundlage ist das gleichnamige Gedicht von Johann Gabriel Seidl, das 1826 in Lieder der Nacht. Elegien aus Alfons von Lamartine. Die Deutung veröffentlicht wurde.

## Text
Kling’ die Nacht durch, klinge,

Süßen Frieden bringe

Dem, für den du tönst!

Kling’ in stille Ferne,

So du Pilger gerne

Mit der Welt versöhnst!

Aber wer will wandern

Zu den lieben Andern,

Die vorausgewallt?

Zog er gern die Schelle?

Bebt er an der Schwelle,

Wann „Herein“ erschallt? –

Gilt’s dem bösen Sohne,

Der noch flucht dem Tone,

Weil er heilig ist?!

Nein, es klingt so lauter,

Wie ein Gottvertrauter

Seine Laufbahn schließt!

Aber ist’s ein Müder,

Den verwaist die Brüder, –

Dem ein treues Thier

Einzig ließ den Glauben

An die Welt nicht rauben: –

Ruf’ ihn, Gott, zu Dir!

Ist’s der Frohen einer,

Der die Freuden reiner

Lieb und Freundschaft theilt,

Gönn’ ihm noch die Wonnen

Unter dieser Sonnen,

Wo er gerne weilt!

## Einordnung
Das Lied greift das in der Romantik weit verbreitete Todesmotiv auf. Als „Zügenglöcklein“ wurde früher im bairischen Sprachraum die Totenglocke bezeichnet, mit dem Pfarrgemeinden das Versterben eines ihrer Mitglieder angezeigt haben.

## Aufführungspraxis
„Das Zügenglöcklein“ gehört zu Schuberts bekanntesten Liedern und wird bis heute häufig sowohl konzertant aufgeführt als auch auf Tonträgern eingespielt. Zu den bekanntesten Interpreteten zählen Dietrich Fischer-Dieskau, Christian Gerhaher und Christoph Prégardien.